# Чемпионат Африки по футболу среди молодёжных команд 1981
Молодежный чемпионат Африки 1981 года был третьим раз в два года проводимым африканским квалификационным турниром к молодежному чемпионату мира ФИФА, который проводился по системе "дома" и "на выезде".
Египет обыграл Камерун со счетом 3:1 по сумме двух матчей в финале и завоевал свой первый титул, хотя обе команды прошли квалификацию на молодежный чемпионат мира 1981 года в Австралии.

## Команды
Следующие команды приняли участие в этом турнире и сыграли как минимум по одному матчу:
- Алжир
- ЦАР
- Камерун
- Египет
- Эфиопия
- Габон
- Гвинея
- Мавритания
- Марокко
- Нигерия
- Того
- Тунис

## Предварительный раунд
Первый матч состоялся 8 июня, а ответный - 22 июня 1980 года. Победители вышли в первый раунд.
Команды, получившие путевки в первый раунд, - Гвинея, Камерун, Тунис, Марокко, Эфиопия, Мавритания, Алжир, Нигерия, Кот-д'Ивуар, Египет, Уганда, Центральноафриканская Республика и Кения.
| Команда 1             | Итог  | Команда 2 | 1-й матч | 2-й матч |
| --------------------- | ----- | --------- | -------- | -------- |
| Экваториальная Гвинея | 4:3   | Габон     | 2:0      | 2:3      |
| Того                  | т.п 1 | Бенин     |          |          |
| Зимбабве              | т.п 1 | Малави    |          |          |

1 Малави и Бенин вышли из состава совета.

## Первый раунд
| Команда 1  | Итог           | Команда 2             | 1-й матч | 2-й матч     |
| ---------- | -------------- | --------------------- | -------- | ------------ |
| Гвинея     | 2:2 (a)        | Экваториальная Гвинея | 2:1      | 0:1          |
| Камерун    | 5:1            | Того                  | 3:0      | 2:1          |
| Тунис      | 1:1 (6:5 пен.) | Марокко               | 0:1      | 1:0 (a.e.t.) |
| Зимбабве   | 2:1            | Эфиопия               | 0:0      | 2:1          |
| Мавритания | 1:6            | Алжир                 | 1:3      | 0:3          |
| Нигерия    | т.п 1          | Кот-д’Ивуар           |          |              |
| Египет     | т.п 1          | Уганда                |          |              |
| ЦАР        | т.п 1          | Кения                 |          |              |

1 Кот-д'Ивуар, Уганда и Кения вышли из состава совета.

## Второй раунд
| Команда 1 | Итог  | Команда 2             | 1-й матч | 2-й матч |
| --------- | ----- | --------------------- | -------- | -------- |
| Камерун   | 3:1   | Экваториальная Гвинея | 3:0      | 0:1      |
| Нигерия   | 5:4   | Тунис                 | 4:0      | 1:4      |
| Зимбабве  | 1:3   | Египет                | 1:1      | 0:2      |
| ЦАР       | т.п 1 | Алжир                 | 4:1      | н.п      |

1 Гражданские беспорядки и политические потрясения в Центральноафриканской Республике вынудили их команду сняться с турнира после первого матча, что привело к отказу от ответного матча и вывело Алжир в полуфинал.

## Полуфиналы
| Команда 1 | Итог | Команда 2 | 1-й матч | 2-й матч |
| --------- | ---- | --------- | -------- | -------- |
| Нигерия   | 2:4  | Камерун   | 2:3      | 0:1      |
| Алжир     | т.п1 | Египет    |          |          |

1 Алжир вышел из состава совета.

## Финал
Первый матч состоялся 12 апреля, а ответный - 24 апреля 1981 года.
| Команда 1 | Итог | Команда 2 | 1-й матч | 2-й матч |
| --------- | ---- | --------- | -------- | -------- |
| Камерун   | 1:3  | Египет    | 1:1      | 0:2      |

| Победитель молодежного чемпионата Африки 1981 года |
| Египет Первый / Инаугурационный титул              |

## Квалификация к молодежному чемпионату мира
Две команды с лучшими результатами прошли квалификацию в Молодежный чемпионат мира по футболу 1981 года.
- Камерун
- Египет

## Внешние ссылки
- Tournament records at RSSSF